# Сигара (галактика)
Галактика Сигара (англ. M 82, Messier 82, NGC 3034, рус. Мессье 82) — спиральная галактика с перемычкой, с мощным звездообразованием в созвездии Большая Медведица. В центре галактики находится сверхмассивная чёрная дыра с массой порядка 3⋅107 M⊙.
Является спутником галактики M 81. В январе 2014 года в галактике обнаружена сверхновая звезда SN 2014J.
В галактике вспыхнула сверхновая SN 2004am типа II, её пиковая видимая звездная величина составила 17,0.
Галактика NGC 3034 входит в состав группы галактик M81. Помимо NGC 3034 в группу также входят ещё 40 галактик.

## Строение
Вначале предполагалось, что M82 — неправильная галактика. Однако, в 2005 году на снимках галактики в ближнем ИК-диапазоне после вычитания симметричного экспоненциального диска были обнаружены два симметричных спиральных рукава. Оба они начинаются на концах центральной перемычки и простираются примерно на три характерных размера диска. Несмотря на то, что рукава были открыты в ближнем ИК, по цвету они более голубые, чем сам диск. Если принять, что северная часть M 82 — ближняя к нам (как обычно принимается в литературе), то наблюдаемое направление вращения предполагает отстающие спиральные рукава. Спиральную структуру ранее не удавалось рассмотреть из-за высокой яркости диска M 82, ориентации к нам под большим углом (~80°), а также из-за присутствия сложной сетки пылевых образований на снимках в видимом свете.

### Активное звездообразование в ядре
В 2005 году телескоп Хаббл выявил 197 молодых массивных шаровых скоплений в ядре, свидетельствующих о высокоэнергичных процессах звездообразования. Средняя масса этих скоплений — порядка 2⋅105 M⊙. В центре М 82 скорость формирования молодых звёзд в 10 раз быстрее, чем во всей нашей галактике Млечный Путь.
Район активного звездообразования в ядре М 82 имеет диаметр 500 пк. В оптическом диапазоне можно различить четыре уплотнения с повышенной поверхностной яркостью (обозначаемые A, C, D, и E). Эти уплотнения совпадают с источниками в рентгеновских лучах, инфракрасном и радиоволновом диапазонах. Предполагается, что они представляют собой самые заметные шаровые скопления. Уникальные, присущие только галактике M 82 биполярные выбросы (или сверхветер), похоже, сконцентрированы на уплотнениях A и C, и подпитываются энергией из сверхновых внутри уплотнений, которые происходят с частотой примерно раз в десять лет.
M 82 является архетипичным образцом галактики со вспышкой звездообразования, которое вызвано взаимодействием с близкой к ней спиральной галактикой M 81.
Космическая рентгеновская обсерватория Чандра обнаружила переменный рентгеновский источник, удалённый от центра М 82 примерно на 600 световых лет. Такой источник можно объяснить аккрецией на чёрную дыру промежуточной массы, от 200 до 5000 солнечных масс. Если эта информация подтвердится другими наблюдениями, то это будет первый пример обнаружения чёрной дыры из класса промежуточных масс.
M 82, подобно большинству галактик, скрывает в центре сверхмассивную чёрную дыру с массой примерно 3⋅107 солнечных масс, как следует из наблюдений звёздной динамики.

### Неизвестный радиоисточник
В апреле 2010 года радиоастрономы, работающие в обсерватории Джодрелл-Бэнк Манчестерского университета, сообщили о наблюдении радиоисточника в М 82, испускающего радиоволны неизвестной природы.
Возникло несколько теорий о природе этого радиоисточника, однако ни одна из них на сегодняшний день не согласуется полностью с наблюдаемыми данными. По одной из теорий, это может быть необычный микроквазар с высокой светимостью в радио-, но низкой светимостью в рентгеновском диапазоне, по аналогии с низкоэффективным галактическим рентгеновским микроквазаром SS 433.
Однако все известные микроквазары производят огромное количество рентгеновского излучения, в то время как поток рентгеновского излучения от необычного объекта находится за порогом чувствительности. Радиоисточник расположен в нескольких угловых секундах от центра М 82, и поэтому скорее всего никак не связан с центральной сверхмассивной чёрной дырой. Наблюдается сверхсветовое движение радиоисточника со скоростью примерно в четыре раза выше скорости света по отношению к центру галактики.

Это кажущееся сверхсветовым движение согласуется с моделью направленного в нашу сторону релятивистского выброса от массивной чёрной дыры и не означает, что сам источник движется со скоростью выше скорости света.

## Сверхновая 2014 года
21 января 2014 года в галактике М 82 была обнаружена яркая сверхновая звезда SN 2014J (координаты α=09ч 55м 42,14с, δ=+69° 40′ 26,0″). На момент открытия сверхновая имела звёздную величину 11,7 и предположительно тип Ia. Благоприятное расположение галактики (Большая Медведица) и исключительная яркость делают эту сверхновую чрезвычайно привлекательным объектом для наблюдений с помощью любительских телескопов. После SN 1987A, это самая близкая к Земле сверхновая за последние 27 лет. Возможность влияния звезды на M 82 пока неясна.